# Yehuda Poliker

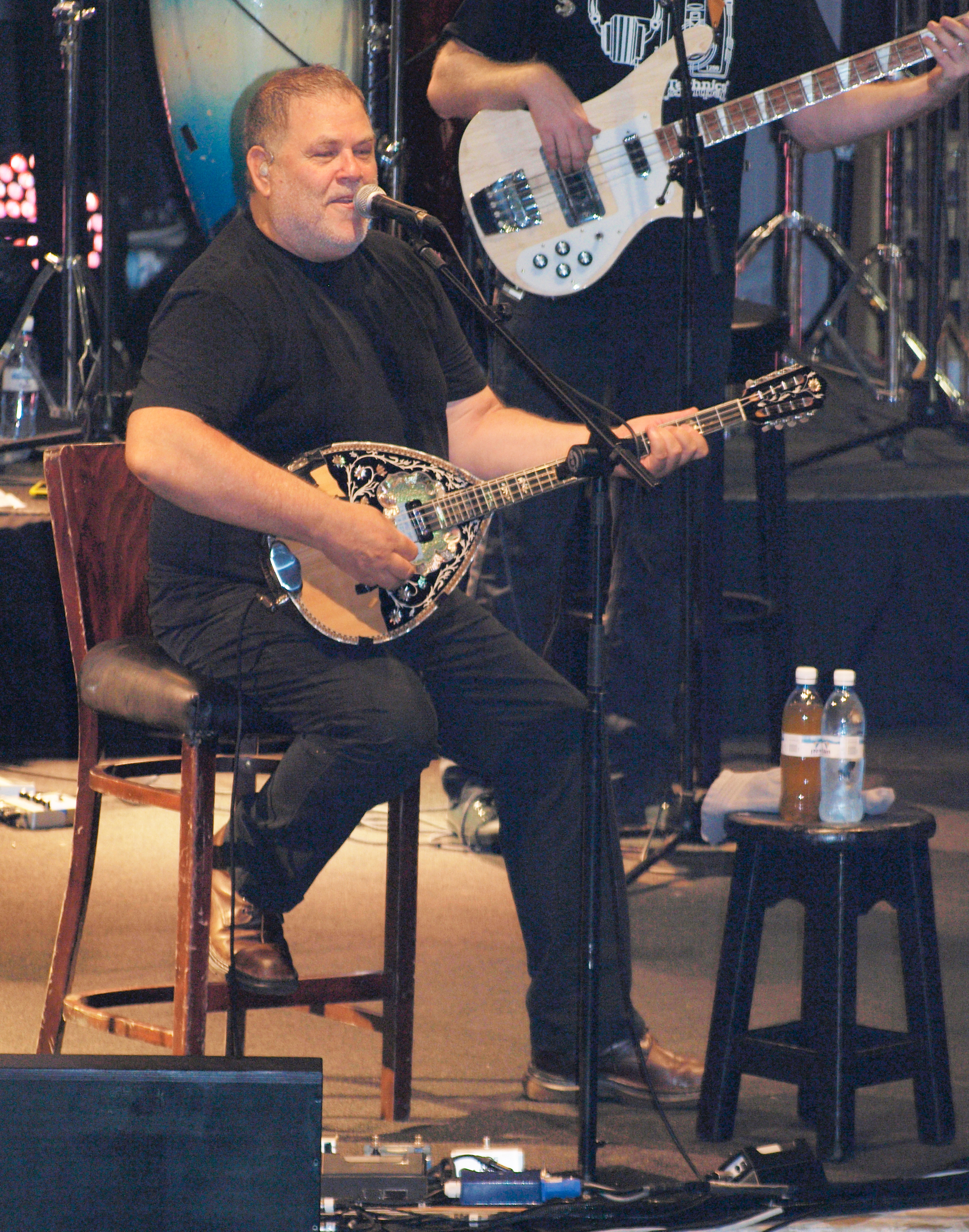
Poliker in Caesarea, 2011

Yehuda Poliker (hebräisch יהודה פוליקר; geb. 25. Dezember 1950 in Kiryat Haim bei Haifa) ist ein israelischer Sänger, Songwriter, Musiker und Maler.

## Biografie
Yehuda Poliker wurde in Kiryat Haim, einem Vorort Haifas, unter dem Namen Leonidas Polikari (griechisch Λεωνίδας Πολικάρης) geboren. Seine Eltern, Jacko und Sara, waren griechische Juden, die aus Thessaloniki nach Auschwitz deportiert worden waren und den Holocaust überlebt hatten.
Seine musikalische Karriere startete er als Leader einer Rockband, die sich ab 1981 Benzin nannte. In dieser Zeit änderte Poliker seinen Vornamen zu Yehuda. 1985 gab er sein erstes Soloalbum unter dem Titel Enajim scheli („Meine Augen“) heraus, dessen Titel einem griechischen Volkslied entnommen ist. Das Album besteht ausschließlich aus Liedern, die vom Griechischen auf Ivrit übersetzt wurden. Es verkaufte sich 70.000 Mal und trug dazu bei, dass griechische Volksmusik in Israel einem breiten Publikum bekannt wurde. In der Folge arbeitete Poliker mit zahlreichen israelischen Künstlern zusammen, wie beispielsweise Rita, Jardena Arasi, Dana International und Yossi Banai, und schrieb Liedtexte unter anderem für Riki Gal und Arik Einstein. Polikers drittes Album Efer wa-awak („Asche und Staub“) gab den Anlass zum 1988 gedrehten Dokumentarfilm Biglal hamilchama hahi („Wegen dieses Krieges“), der auch in Deutschland gezeigt wurde und die Nachwirkungen des Holocaust auf die nach „jenem Krieg“ in Israel geborenen Kinder thematisiert.
Poliker wurde 2014 mit dem griechischen Phönix-Orden ausgezeichnet.

## Diskografie

### Alben
| Jahr | Titel                                | Titel                                            | Titel                                                    | Anmerkungen     |
| Jahr | hebr.                                | Aussprache                                       | übersetzt                                                | Anmerkungen     |
| ---- | ------------------------------------ | ------------------------------------------------ | -------------------------------------------------------- | --------------- |
| 1985 | „עיניים שלי“                         | „Ena'yim Sheli“                                  | „meine Augen“                                            | Studio-Album    |
| 1986 | „חלום בהקיץ“                         | „Halom Behakitz“                                 | „Tagtraum“                                               | Studio-Album    |
| 1988 | „אפר ואבק“                           | „Efer Ve'Avak“                                   | „Asche und Staub“                                        | Studio-Album    |
| 1990 | „פחות אבל כואב“                      | „Pahot Aval Ko'ev“                               | „Weniger aber schmerzt“                                  | Studio-Album    |
| 1992 | „לעיניך הכחולות“                     | „Le'enayih Hakhulut“                             | „Zu Deinen blauen Augen“                                 | Instrumental-CD |
| 1995 | „הילד שבך“                           | „Ha'Yeled Shebeha“                               | „Das Kind in Dir“                                        | Studio-Album    |
| 1997 | „הופעה חיה בקיסריה“                  | „Hofa'a Ha'ya Be'Kesaria“                        | „Live aus Caesaria“                                      | Live-Album      |
| 1998 | „מאוחר אולי מוקדם“                   | „Me'uhar Ulay Mukdam“                            | „Zu spät, vielleicht zu früh“                            | Instrumental-CD |
| 2001 | „איך קוראים לאהבה שלי“               | „Eh Kor'im Le'Ahava Sheli“                       | „Wie nennt man meine Liebe“                              | Studio-Album    |
| 2003 | „המיטב“                              | „Ha'Meytav“                                      | „Best of“                                                | Kompilation     |
| 2007 | „חומוס ספיינס“                       | „Humus Sapiens“                                  | „Hummus Sapiens“                                         | Studio-Album    |
| 2010 | „אהבה על תנאי“                       | „Ahava Al Tnay“                                  | „Bedingte Liebe“                                         | Studio-Album    |
| 2011 | „כל דבר מזכיר לי“                    | „Kol Davar Mazkir Li“                            | „Alles erinnert mich“                                    | Studio-Album    |
| 2012 | „ג'קו ויהודה פוליקר“                 | „Jacko Ve'Yehuda Poliker“                        | „Jacko und Yehuda Poliker“                               | Studio-Album    |
| 2014 | „מוזיאון החלומות“                    | „Muzeon Ha'Halomot“                              | „Museum der Träume“                                      | Studio-Album    |
| 2015 | „יחד על הבמה (עם שלומי שבת) בקיסריה“ | „Yahad Al Ha'Bama (Im Shlomi Shabat) Be'Kesaria“ | „Zusammen auf der Bühne (mit Shlomi Shabat) in Caesaria“ | Live-Album      |

### Singles (Auswahl)
- 1988: אפר ואבק
- 1990: פחות אבל כואב
- 1997: פנים אל מול פנים
- 1997: דברים שרציתי לומר
- 2010: שלושה ימים